# Ciechanów Miasto
Ciechanów Miasto – zlikwidowany wąskotorowy przystanek osobowy w Ciechanowie, w województwie mazowieckim, w Polsce.